# عبدالله مجتبوی

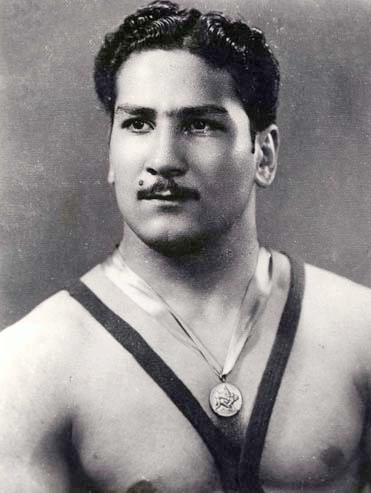

سید عبدالله مجتبوی (۱۴ دی ۱۳۰۳، تهران – ۲۳ دی ۱۳۹۰، تهران) کشتی‌گیر آزادکار سابق ایرانی است که برندهٔ مدال برنز المپیک ۱۹۵۲ هلسینکی و قهرمانی جهان ۱۹۵۱ هلسینکی در دستهٔ ۷۳ کیلو شده‌است. او در ۲۳ دی ۱۳۹۰ در تهران درگذشت.

## شرح حال
مسابقات کشتی قهرمانی اروپا (۱۹۴۹)، دومین مسابقه بین‌المللی (پس از المپیک لندن ۱۹۴۸) تیم ملی کشتی ایران بود.
تیم ایران در این مسابقات با کسب ۴ مدال نقره و ۱ مدال برنز به مقام سوم مسابقات دست یافت.

## افتخارات کشوری
سید عبدالله مجتبوی ۵ طلا و ۳ نقره در کشتی آزاد و فرنگی در مسابقات قهرمانی ایران بدست آورده‌است، نکته قابل اهمیت این است که وی در ۴ وزن مختلف این مدال‌ها را کسب کرده‌است.